# Вестник Академии наук Республики Башкортостан
Вестник Академии наук Республики Башкортостан (Вестник АН РБ) — российский научный журнал, издаваемый Академией наук Республики Башкортостан.
Учрежден АН РБ в 1995 г., издается с 1996 г.
Включен в «Ulrich’s Periodicals Directory» (с 2004), Российский индекс научного цитирования (РИНЦ) и Перечень ВАК (с 2015).
Главный редактор —  доктор химических  наук,  академик АН РБ, профессор, заслуженный деятель науки и техники РБ, почетный работник науки и техники РФ Кунакова Райхана Валиулловна.

## Редакционный совет журнала
- Ахатов И.Ш., доктор физ.-мат. наук, чл.-корр. АН РБ, проф., проф. университета шт. Северная Дакота (Фарго, США);
- Берлин А.А., д-р хим. наук, акад. РАН, почетный академик АН РБ, почетный член АН РТ, проф., директор  Института химической физики им. Н.Н. Семенова РАН (Москва);
- Ванкуинг Сонг, доктор философии (математика), профессор Шанхайского университета технических наук (Шанхай, Китай);
- Виллемс Рихард, д-р биол. наук, акад. Академии наук Эстонии, президент Академии наук Эстонии, директор Эстонского биоцентра (г. Тарту, Эстония);
- Гулиев И.С. оглы, д-р геол.-мин. наук, акад. НАН Азербайджана, вице-президент НАН Азербайджана ( г. Баку, Азербайджан);
- Гумеров Н.А., д-р физ.-мат. наук, проф.  университета штата Мэриленд (Вашингтон, США);
- Журинов М.Ж., д-р хим. наук, акад. НАН Республики Казахстан, президент НАН Республики Казахстан (г. Алматы, Республика Казахстан), почетный проф. Джорджтаунского (Вашингтон, США), Токийского (Япония) и других отечественных и зарубежных  университетов;
- Нанди К.К., д-р фил. (математика), старший научный сотрудник межуниверситетского Центра  астрономии и астрофизики в г. Пуне (Индия), директор международного Центра астрофизики им. Я.Б. Зельдовича, Башкирского государственного педагогического университета им. М. Акмуллы (г. Уфа);
- Нигматулин Р.И., д-р физ.-мат. наук, акад. РАН, акад. АН РБ, акад. АН РТ,  директор Института океанологии им. П.П. Ширшова РАН (Москва);
- Томчук П.М., д-р физ.-мат. наук, чл.-корр. НАН Украины, проф., зав. отд. Института физики НАН Украины ( г. Киев, Украина);
- Фолькман Йорг, д-р фил. (физика), старший преподаватель Университета прикладных наук  Остфалия (г. Вольфсбург, Германия);
- Чарушин В.Н., д-р хим. наук, акад. РАН председатель Уральского отделения РАН, директор Института органического синтеза им. И.Я. Постовского УрО РАН  (г. Екатеринбург, Россия);
- Юсупов М.М., проф., зав. лаб. Института генетики, молекулярной и клеточной биологии (г. Страсбург, Франция).

## Редакционная  коллегия  журнала
- Азнабаев Б.А., д-р ист. наук, вед. науч. сотрудник Института истории, языка и литературы УНЦ РАН;
- Ахметов А.Ф., д-р тех. наук, чл.-корр. АН РБ, проф., зав. каф. Уфимского государственного нефтяного технического университета;
- Аюпов М.А., д-р полит. наук, канд. философ. наук, чл.-корр. АН РБ, проф., вице-президент АН РБ;
- Бахтизин Р.Н., д-р физ.-мат. наук, чл.-корр. АН РБ, проф., ректор Уфимского государственного нефтяного технического университета;
- Валиев Р.З., д-р  физ.-мат. наук, чл.-корр. АН РБ, проф., директор Института физики перспективных материалов, зав. каф. Уфимского государственного авиационного технического университета;
- Валиуллин Р.А., д-р тех. наук, чл.-корр. АН РБ, проф., зав. каф. Башкирского государственного университета;
- Гумеров А.Г.,  д-р тех. наук, акад. АН РБ, проф., советник Президиума АН РБ;
- Джемилев У.М., д-р хим. наук, чл.-корр. РАН, акад. АН РБ, проф., председатель Президиума УНЦ РАН, директор и зав. лаб. Института нефтехимии и катализа РАН;
- Ильгамов М.А., д-р  физ.-мат. наук, чл.-корр.  РАН, акад. АН РБ, профессор, заведующий лабораторией Института механики  УНЦ РАН;
- Исмагилов Р.Р., д-р сельс. наук, чл.-корр.  АН РБ, проф., зав. каф.  Башкирского государственного аграрного университета;
- Казанцева Т.Т., д-р геол.-мин. наук,  акад. АН РБ, гл. науч. сотр. Института геологии УНЦ РАН;
- Камилов Ф.Х., д-р мед. наук, чл.-корр.  АН РБ, проф., зав. каф. Башкирского государственного медицинского университета;
- Маликов Р.И., д-р эконом. наук, проф., зав. каф. Уфимского государственного университета экономики и сервиса;
- Миркин Б.М., д-р биол. наук, чл.-корр. АН РБ, проф., проф. каф. Башкирского государственного университета;
- Сабитов К.Б., д-р физ.-мат. наук, чл.-корр. АН РБ, директор Института прикладных исследований Республики Башкортостан (г. Стерлитамак);
- Сангалов Ю.А., д-р хим. наук, чл.-корр. АН РБ, проф., науч. конс. ГУП «Институт нефтехимпереработки» РБ;
- Сафин Х.М., д-р сельс. наук, чл.-корр. АН РБ, акад.-секр. Отделения биологических и сельскохозяйственных наук АН РБ
- Спивак С.И., д-р  физ.-мат. наук, проф.,  зав. каф. Башкирского государственного университета;
- Тимербулатов В.М., д-р мед. наук, чл.-корр. РАН, акад. АН РБ, проф., акад.-секр. Отделения медицинских наук АН РБ;
- Хусаинова Г.Т., канд. ист. наук, ст.науч. сотр., ответственный секретарь;
- Хуснутдинова Э.К.,  д-р биол. наук, акад. АН РБ, проф., зав. лаб. и отделом Института биохимии и генетики УНЦ РАН;
- Шагапов В.Ш., д-р физ.-мат. наук, акад. АН РБ, проф., зав. каф. Бирской государственной социально- педагогической академии;
- Ямалов М.Б., д-р  ист. наук, проф., проф. каф. Института исторического  и правового образования Башкирского государственного педагогического университета им. М. Акмуллы.

## Рубрики
В журнале представлены рубрики (согласно Номенклатуре специальностей научных работников, утвержденной приказом Министерства образования и науки Российской Федерации от 25 февраля 2009 г. № 59): «Общая биология», «Исторические науки и археология», «Науки о Земле» .
Паспорта научных специальностей и их соответствия ученым степеням по каждому из них см. на сайте ВАК: http://vak.ed.gov.ru/316.

## Примечание
В журнале публикуются имена лауреатов премии имени Г.Х. Кудоярова за выдающиеся работы в области медицинских наук; премии имени А.Ф. Леонтьева за выдающиеся работы в области математики, и премии имени М.И. Уметбаева.